# Ippolito Grassetti
Ippolito Grassetti (* 1603 in Modena; † 12. Januar 1663 in Piacenza) war ein italienischer Jesuit.

## Leben
Ippolito Grassetti trat 1619 in den Jesuitenorden ein und widmete sich nach Ablegung seiner Gelübde dem Lehrfach. Er unterrichtete zuerst Rhetorik und anschließend sechs Jahre lang Moraltheologie, wobei er großen Zuspruch erhielt. Zuletzt war er Rektor des Jesuitenkollegs in Piacenza und ein von hochgestellten Persönlichkeiten gesuchter Beichtvater, der sehr begabt darin war, die Sterbenden sanft auf den Tod vorzubereiten. Er starb 1663 im Alter von 63 Jahren in Piacenza.
Sein Werk über den verräterischen Totschlag (Anatome necis proditoriae, continens accuratam inspectionem eorum omnium, quae ad homicidii proditorii fabricam spectant, 1660) fand nicht nur bei den Kanonikern, sondern auch bei den Kriminalisten Beifall. Er hinterließ auch eine Sammlung von Entscheidungen kirchenrechtlicher Fälle und fertige Abhandlungen über Wunder, menschliche Handlungen, Glaube, Liebe und Hoffnung sowie über Verträge; diese Schriften blieben aber ungedruckt. Er versuchte sich auch als Dichter und besonders gelang ihm das Epigramm, wie die von ihm herausgegebenen Versuche in dieser Gattung der Poesie (Epigrammatum liber primus, Piacenza 1660) beweisen.